# Evan McPherson
Evan McPherson (Fort Payne, 21 luglio 1999) è un giocatore di football americano statunitense che milita nel ruolo di placekicker per i Cincinnati Bengals della National Football League (NFL).

## Carriera

### Cincinnati Bengals
McPherson al college giocò a football a Florida. Fu scelto nel corso del quinto giro (148º assoluto) nel Draft NFL 2021 dai Cincinnati Bengals. Nella sua prima partita, contro i Minnesota Vikings, segnò il field goal della vittoria ai tempi supplementari, vincendo il premio di giocatore degli special team della AFC della settimana. Il 21 novembre pareggiò un record NFL segnando 3 field goal da 50 yard nella stessa partita. La sua gara si concluse con 4 marcature su 4 tentativi, segnando da 54, 53, 51 e 47 yard nella vittoria per 32-13 sui Las Vegas Raiders. Alla fine della stagione regolare fu inserito nella formazione ideale dei rookie dalla Pro Football Writers Association dopo avere segnato 28 field goal su 33 tentativi, il più lungo dei quali da 58 yard.
Nella prima partita di playoff contro i Las Vegas Raiders, McPherson segnò 4 field goal su 4 nella vittoria per 26–19 che diede ai Bengals la prima gioia nella post-season dopo 31 anni. Nel Divisional Round segnò ancora con quattro su quattro, inclusi due field goal da oltre 50 yard. Il suo calcio da 52 yard mentre il tempo andava esaurendosi diede la vittoria per 19–16 sui Tennessee Titans. McPherson divenne il primo kicker nella storia della NFL a segnare 4 field goal a partita in più di una gara della stessa annata di playoff. Nella finale di conference contro i Kansas City Chiefs, McPherson segnò ancora 4 field goal su 4, incluso quello della vittoria ai tempi supplementari, portando i Bengals al Super Bowl LVI. I 12 field goal su 12 segnati da McPherson's stabilirono un record nei playoff per un rookie, oltre che un record assoluto per il maggior numero di calci segnati senza errori. I suoi 12 field goal complessivi da 50 o più yard tra stagione regolare e playoff stabilirono anch'essi un record in una singola stagione. Il 13 febbraio 2022 i Bengals si arresero ai Los Angeles Rams nella finalissima perdendo per 23-20, . McPherson segnò entrambi i field goal tentati.
Il 16 agosto 2024 McPherson firmò con i Bengals un rinnovo triennale del valore di 16,5 milioni di dollari.

## Palmarès

### Franchigia
- American Football Conference Championship: 1

Cincinnati Bengals: 2021

### Individuale
- Giocatore degli special team della AFC della settimana: 1

4ª del 2022
- PFWA All-Rookie Team - 2021